# Він йде на полювання
«Він йде на полювання» (англ. He Would a Hunting Go) — американська короткометражна кінокомедія Джорджа Ніколса 1913 року з Роско Арбаклом в головній ролі.

## У ролях
- Роско «Товстун» Арбакл — Каунт Чікорі
- Генк Манн — шериф
- Гроувер Лігон — поліцейський
- Біллі Гілберт — сільський житель
- Вірджинія Кертлі — сільський житель
- Френк Опперман — сільський житель